# Ormurin Langi

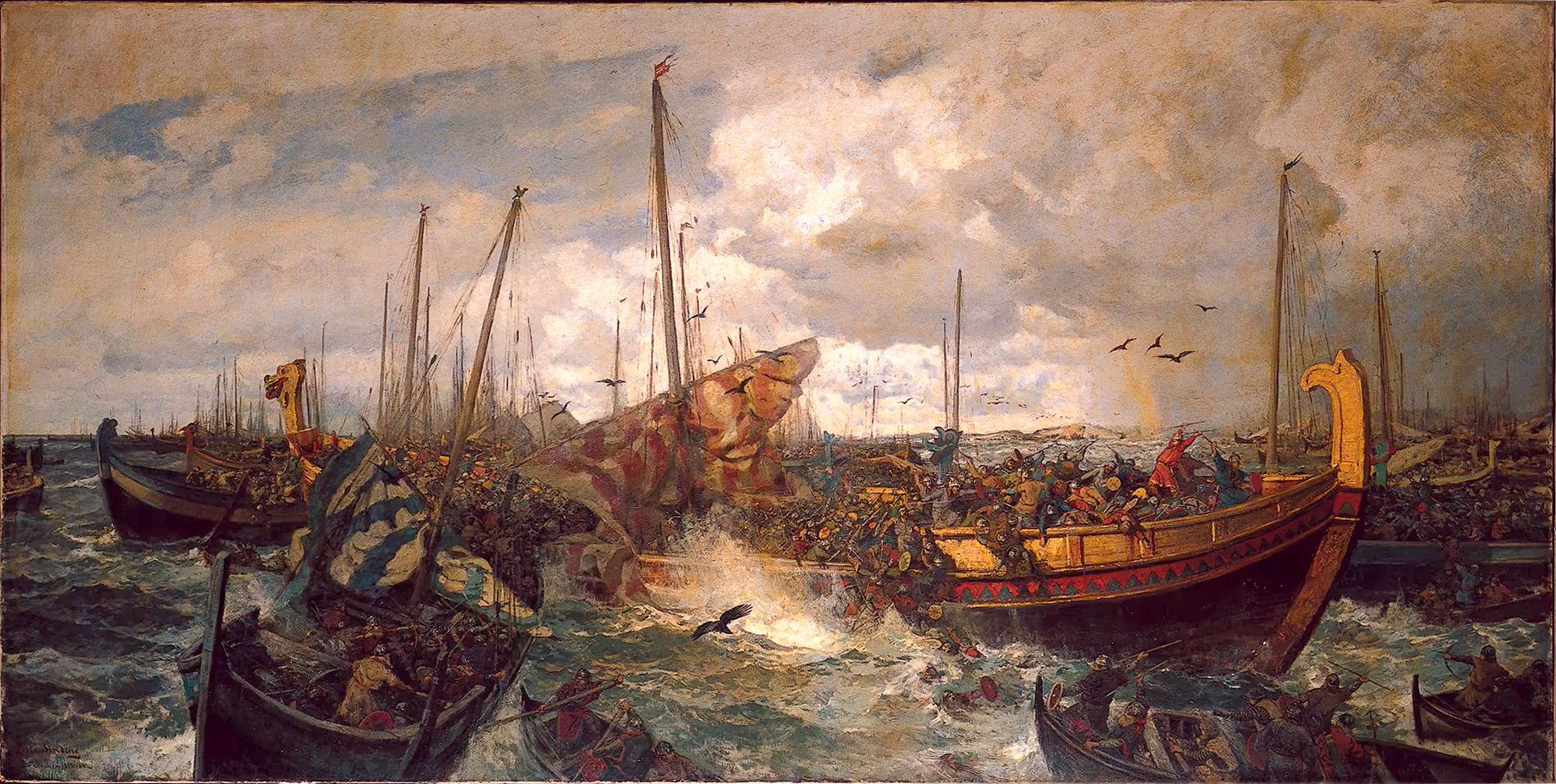
Vyobrazení bitvy u Svolderu od norského malíře z konce 19. století Otto Sindinga

Ormurin Langi (znamená Dlouhý Had ve faerštině) je velmi oblíbená faerská píseň, nebo spíše balada (tzv. kvæði), která byla sepsána na počátku 19. století Jensem Christianem Djurhuusem, farmářem a básníkem z Kollafjørður.
Píseň, která má celkem 86 slok, je složena v moderní době, avšak podle vzoru původních zachovaných středověkých balad. Vypráví se v ní o bitvě u Svolderu, kde dánský král Sven Tveskägg a švédský král Olof Skötkonung a jarl z Norska Erik Håkonsson společně přemohli norského krále Olafa Tryggvasona. O této bitvě se píše v Heimskringle, kde Snorri Sturluson vypráví o tom, že norský král měl loď, která se jmenovala Dlouhý Had. Odtud pak Djurhuus vzal název pro svou píseň.
Ormurin Langi je často používána tanečními spolky, které se zabývají faerskými tanci. Faerská folkmetalová skupina Týr vydala svoji verzi této písně roku 2002 na albu How far to Asgaard.

## Příběh
Jak jsme již uvedli výše, balada vypráví o bitvě u Svolderu (někdy se počeštěně říká u Svoldu), ve které měl zahynout slavný norský král Olaf Tryggvason. Olaf se vrací z Baltu zpět do Norska na své lodi Ormurin Langi, doprovázený svou flotilou. Když proplouvá skrz Öresund, zaútočí na něj postupně lodě dánského a švédského krále Svena Tveskägga a Olafa Skötkonunga, on však oba útoky odrazí. Když však jako třetí zaútočí jeho krajan Erik Håkonsson, je Olaf přemožen a se zbylými muži ze své lodi skáče do moře.
Důležitou roli v tomto příběhu hraje lukostřelec Einar Tambarskelvir, další mocný muž tehdejšího Norska, který v bitvě stál na straně Olafově a byl by jistě trefil mnoho dalších nepřátel, mezi nimi i jarla Erika Håkonssona, ze svého legendami opředeného luku, kdyby právě tento luk, zasažen doprostřed lučiště nepřátelským šípem, nepraskl a nezlomil se v půli. Balada nám vypráví, že když král Olaf uslyšel rachot lámajícího se luku zeptal se "Co to je s mou lodí, že tak strašlivě praská?" a na to mu Einar odpověděl "To uniká Norsko z Tvého držení, králi, můj pane." Na to Olaf, vida, že Einar již nemá svůj luk, odpovídá, že ještě není pozdě a podává Einarovi svůj vlastní luk. Avšak Einar překvapen tím jak je luk slabý jej zahazuje a chápe se svého meče a štítu a vrhá se do bitvy muž proti muži.

## Ukázka textu v originále
1.

Vilja tær hoyra kvæði mítt,

vilja tær orðum trúgva,

um hann Ólav Trúgvason,

higar skal ríman snúgva.

R:

Glymur dansur í høll,

dans sláði i ring!

Glaðir ríða noregis menn

til hildarting.

2.

Kongurin letur snekju smíða

har á sløttumsandi,

Ormurin Langi støstur var,

Sum gjørdur á Noregis landi.

3.

Knørrur var gjørdur á Noregis landi,

gott var í honum evni:

sjúti alin og fýra til,

var kjølurin millum stevni.

## Překlad do češtiny
Není známo, že by byl doposud nějaký básnický překlad této balady do češtiny vydán. S pomocí anglických překladů [viz Externí odkazy] a znalosti alespoň jednoho severského jazyka je možné přeložit výše uvedený úryvek následovně:
1.

Slyšte, slyšte moji píseň,

věřte, že pravdivá slova to jsou,

o Olafu Trygvasonovi, o něm,

se rým takto odvíjí.

R:

Hřmotný tanec v síni,

tanec v kruhu,

šťastni jedou norští muži

do boje. [viz Poznámky k překladu]

2.

Král nechal loď postavit,

tam na pobřeží při svém hradě,

Dlouhý Had byl největší,

který kdy byl vyroben v zemi norské.

3.

Loď byla vyrobena v norské zemi,

dobře byla postavená:

sedmdesát loktů a čtyři k tomu,

měl kýl od přídi na záď.

Poznámky k překladu:
- Při překladu byl kladen důraz na zachování významu slov a veršů a tak nejsou zachovány rýmy ani délky veršů.
- Hild je také jméno valkýry, v překladu znamená Boj. Jeden z dalších možných překladů tohoto dvojverší by teda byl: Šťastni jedou norští muži na sněm Hild. Avšak psáno s malým "h" bude hildarting zřejmě pojmenováním pro bitvu.
- U spojení sløttumsandi není překlad moc jasný, je třeba jej teda brát s rezervou.